# MPEG-4 Parte 17
MPEG-4 Parte 17, o MPEG-4 Timed Text es en formato de subtítulos basados en texto para MPEG-4. También es un formato que puede transmitirse como flujo, que fue uno de los aspectos más importantes tomados en cuenta cuando se creó el formato. Se espera se utilice principalmente en el contenedor *.mp4, pero también puede ser utilizado en el contenedor *.3gp  donde se le refiere como 3GPP Timed Text; Este contenedor es técnicamente similar a *.mp4 pero más utilizado en telefonía móvil. Aplicaciones como QuickTime Pro y MP4Box pueden producir este tipo de subtítulos a partir de varios formatos de subtítulos actualmente en uso. MP4Box utiliza tx3g para MPEG-4 Timed Text por razones de compatibilidad.